# Kőműves Kelemen (rockballada)
A Kőműves Kelemen Szörényi Levente és Bródy János rockballadája. Sarkadi Imre befejezetlen drámáját zenés színpadra átdolgozta Ivánka Csaba.
A művet először a Pesti Színházban mutatták be 1982. február 12-én. Az előadást Marton László rendezte a díszleteket Fehér Miklós, a jelmezeket Jánoskúti Márta tervezte, a koreográfus Novák Ferenc volt. Az előadásban közreműködött a Kormorán együttes. Nagylemezen 1982-ben jelent meg.

## Szereposztás
|                 | Pesti Színház (1982) | TV-film (1986)  | Nemzeti Színház (1993) | RaM Colosseum (2013) |
| --------------- | -------------------- | --------------- | ---------------------- | -------------------- |
| Kőműves Kelemen | Hegedűs D. Géza      | Hegedűs D. Géza | Sörös Sándor           | Stohl András         |
| Boldizsár       | Szakácsi Sándor      | Szakácsi Sándor | Rubold Ödön            | Hujber Ferenc        |
| Máté            | Sörös Sándor         | Sörös Sándor    | Végh Péter             | Marton Róbert        |
| Márton          | Gáspár Sándor        | Kaszás Attila   | Lányi Attila           | Mohai András         |
| Izsák           | Szerémi Zoltán       | Szerémi Zoltán  | Horváth Csaba          | Fehér Tibor          |
| Karuj           | Rudolf Péter         | Rudolf Péter    | Szivási Károly         | Dolmány Attila       |
| Benedek         | Nagy Miklós          | Nagy Miklós     | Halmi Zoltán           | Szatory Dávid        |
| Ambrus          | Kaszás Attila        | Rácz Géza       | Román Sándor           | Lábodi Ádám          |
| Mihály          | Rátóti Zoltán        | Szarvas József  | Makovinyi Tibor        | Széplaky Géza        |
| György          | Rácz Géza            | Korognai Károly | Kloska László          | Kárpát Attila        |
| Sebő            | Bardóczy Attila      | Görög László    | Németh Levente         | Hernicz Albert       |
| Gyula           | ifj. Pathó István    | Cserna Antal    | Juhász Zoltán          | Kovács Dénes         |
| Rádó            | Méhes László         | Méhes László    | Kalmár Sándor          | Széchenyi Krisztián  |
| Anna            | Kovács Nóra          | Kovács Nóra     | Götz Anna              | Radnay Csilla        |
| Vándor          | Páger Antal          | Páger Antal     | Raksányi Gellért       | Blaskó Péter         |
| HÍrhozó         |                      | Román Judit     |                        |                      |

## Alkotók
|                | Pesti Színház (1982) | TV-film (1986)    | Nemzeti Színház (1993) | RaM Colosseum (2013) |
| -------------- | -------------------- | ----------------- | ---------------------- | -------------------- |
| Rendező        | Marton László        | Marton László     | Novák Ferenc           | Alföldi Róbert       |
| Koreográfus    | Novák Ferenc         | Novák Ferenc      | Novák Ferenc           | Vári Bertalan        |
| Dramaturg      | Radnóti Zsuzsa       | Radnóti Zsuzsa    | n.a.                   | Vörös Róbert         |
| Díszlettervező | Fehér Miklós         | Fehér Miklós      | Götz Béla              | Zöldy Z. Gergely     |
| Jelmeztervező  | Jánoskuti Márta      | Jánoskuti Márta   | Mikesi Eszter          | Zöldy Z. Gergely     |
| Közreműködik   | Kormorán együttes    | Kormorán együttes | Honvéd Táncszínház     |                      |

## Az album dalai
Valamennyi dal Szörényi Levente szerzeménye Bródy János szövegével.
1. Ébredés / Munkadal / Alkotni születtünk / Munkadal  6'37"
2. A hitetlenség átka / Munkadal 3'04"
3. Ballada a rossz asszonyról 2'34"
4. Kelemen álma 1'16"
5. A fogadalom 2'58"
6. Szabad-e ölni? 2'28"
7. Itt az idő 4'23"
8. Szerelemdal / Anna feláldozása / Munkadal / Áll a vár 5'16"
9. Hazamegyek 2'31"
10. Ballada a rossz asszonyról 0'34"
11. Gyilkos vagy, Kelemen! 1'20"
12. Kőműves Kelemen balladája 2'51"

Bonus dalok (csak a CD-n; a lemezen nincsenek rajta):
1. Ballada a rossz asszonyról 2'41"
2. Szabad-e ölni? 2'35"
3. Itt az idő	3'15"
4. A márványtábla 2'10"